# 浙江広厦猛獅籃球倶楽部
浙江広厦猛獅籃球倶楽部（浙江广厦猛狮篮球俱乐部、英：Zhejiang Lions Basketball Club）は、中華人民共和国・浙江省を本拠地とするプロバスケットボールチームである。浙江サイクロンズに次いで浙江省内にできた2番目のチームとなった。中国プロバスケットボールリーグ（CBA）所属。ホームアリーナは杭州体育館。日本語では浙江ライオンズとも呼ばれる。

## 歴史
2005年に浙江省体育局と広厦控股創業投资有限公司（广厦控股创业投资有限公司）が協力し、浙江広厦猛獅籃球倶楽部（浙江广厦猛狮篮球俱乐部）を設立。まずNBLリーグに参戦し優勝し、2006-07シーズンより中国プロバスケットボールリーグ（CBA）に昇格。初年度は16チーム中14位、6勝24敗に終わった。

## 歴代ヘッドコーチ
- カール・ジョン・ニューマン - 2007年よりライジング福岡ヘッドコーチ
- 王非
- ジム・クリーモンズ（Jim Cleamons）
- 李春江 - 2013年より